# Delph
Delph är en ort i Storbritannien.   Den ligger i distriktet Oldham i Greater Manchester i riksdelen England, i den centrala delen av landet, 260 km nordväst om huvudstaden London. Delph ligger 204 meter över havet och antalet invånare är 1 899.
Terrängen runt Delph är huvudsakligen kuperad, men den allra närmaste omgivningen är platt. Runt Delph är det mycket tätbefolkat, med 1 221 invånare per kvadratkilometer. Närmaste större samhälle är Manchester, 17,4 km sydväst om Delph. Trakten runt Delph består i huvudsak av gräsmarker.